# Ponta Iracuro
Der Ponta Iracuro ist ein Kap in Osttimor.
Der Ponta Iracuro liegt im Suco Parlamento (Gemeinde Lautém). Etwas östlich befindet sich der Ponta Luturo Váti, der nördlichste Punkt der Insel Timor.